# José Hernández Gavira
José Hernández Gavira (ur. 20 października 1897, zm. 14 czerwca 1960) – filipiński pisarz i poeta tworzący w języku hiszpańskim.
Urodził się w Dingle w prowincji Iloilo. Kształcił się w manilskim Colegio de San Agustín, studiował również prawo. Miał za sobą także epizod służby w armii. Jego aktywność literacka obejmowała poezje, krótkie formy prozatorskie, a także satyrę. Laureat rozlicznych nagród, w tym prestiżowej Nagrody Zobla (1927).
Pisywał dla pracy, w tym dla kastylijskojęzycznego El adalidad oraz dla dwujęzycznego, wychodzącego w Iloilo Philippine National Weekly. Tłumaczył również filipińskie piosenki ludowe na hiszpański. Efektem tej działalności był zbiór Cántame un canto en español (1934).
Swoje poezje opublikował w tomach De mi jardín sinfónico (1921) i Mi copa bohemia (1937). Jego wiersze były tłumaczone na angielski.